# Nicholas Dlamini
Nicholas „Nic” Dlamini (ur. 12 sierpnia 1995 w Kapsztadzie) – południowoafrykański kolarz szosowy.

## Osiągnięcia
Opracowano na podstawie:

2013
- 1. miejsce w mistrzostwach Afryki juniorów (jazda drużynowa na czas)

2015
- 2. miejsce w mistrzostwach Południowej Afryki U23 (jazda indywidualna na czas)
- 2. miejsce w mistrzostwach Afryki (jazda drużynowa na czas)
- 3. miejsce w PMB Road Classic
- 1. miejsce w Mayday Classic

2017
- 1. miejsce w klasyfikacji górskiej Giro Ciclistico d’Italia

2018
- 1. miejsce w klasyfikacji górskiej Tour Down Under
- 1. miejsce w klasyfikacji górskiej Tour of Britain

2021
- 3. miejsce w mistrzostwach Południowej Afryki (start wspólny)

## Rankingi
| Rok             | 2015 | 2016  | 2017  | 2018  | 2019  | 2020 | 2021 |
| --------------- | ---- | ----- | ----- | ----- | ----- | ---- | ---- |
| UCI World Tour  |      | -     | -     | 390.  |       |      |      |
| World Ranking   |      | 2357. | 1410. | 2380. | 1246. | -    | 813. |
| UCI Europe Tour | -    | 1579. | 1068. | -     |       |      |      |
| UCI Africa Tour | 37.  | -     | 176.  | -     | 68.   | -    | 33.  |
|                 |      |       |       |       |       |      |      |
| Źródło: UCI     |      |       |       |       |       |      |      |